# Mnemotechnik

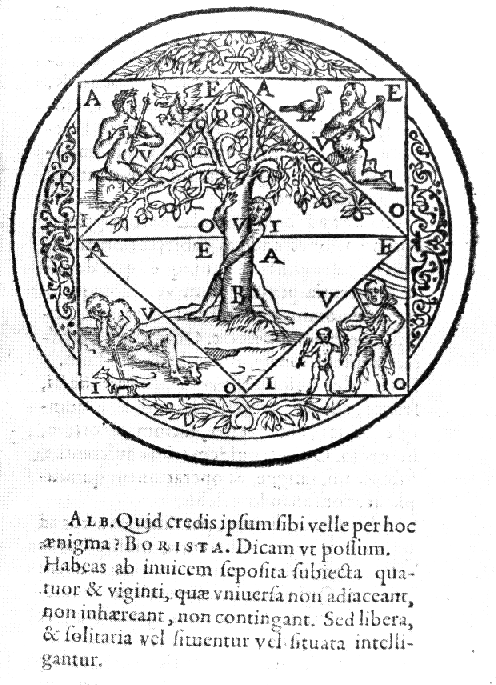
Holzschnitt eines der Gedächtnisbilder Giordano Brunos

Mnemotechnik [mnemoˈtɛçnɪk] (von altgriechisch μνήμη mnḗmē ‚Gedächtnis‘, ‚Erinnerung‘ und τέχνη téchnē ‚Kunst‘) ist ein Kunstwort, das seit dem 19. Jahrhundert für ars memoriae und ars reminiscentiae (deutsch Gedächtniskunst) benutzt wird, meist gleichbedeutend mit Mnemonik (griechisch μνημονικά mnēmoniká).
Die Mnemotechnik entwickelt Merkhilfen (Eselsbrücken), zum Beispiel als Merksatz, Reim, Schema oder Grafik. Neben kleinen Merkhilfen gehören zu den Mnemotechniken aber auch komplexe Systeme wie zum Beispiel das Major-System und die Schlüsselwortmethode, mit deren Hilfe man sich an ganze Bücher, Listen mit Tausenden von Wörtern und Vokabeln oder tausendstellige Zahlen sicher erinnern kann. Mnemotechniken dienen der „Verbesserung des Speicherns und Behaltens von Informationen“ im Langzeitgedächtnis, da sie schematisierte Rekonstruktionspläne darstellen, mit denen die zu erinnernden Inhalte an leichter zugängliche externe Strukturen (z. B. Rhythmus und Reim, Orte) geknüpft werden.
Gedächtnistraining bezeichnet die Übung des Gedächtnisses, zu der auch die Einübung oder Anwendung von Mnemotechniken zählen kann.

## Bezeichnung und Definition

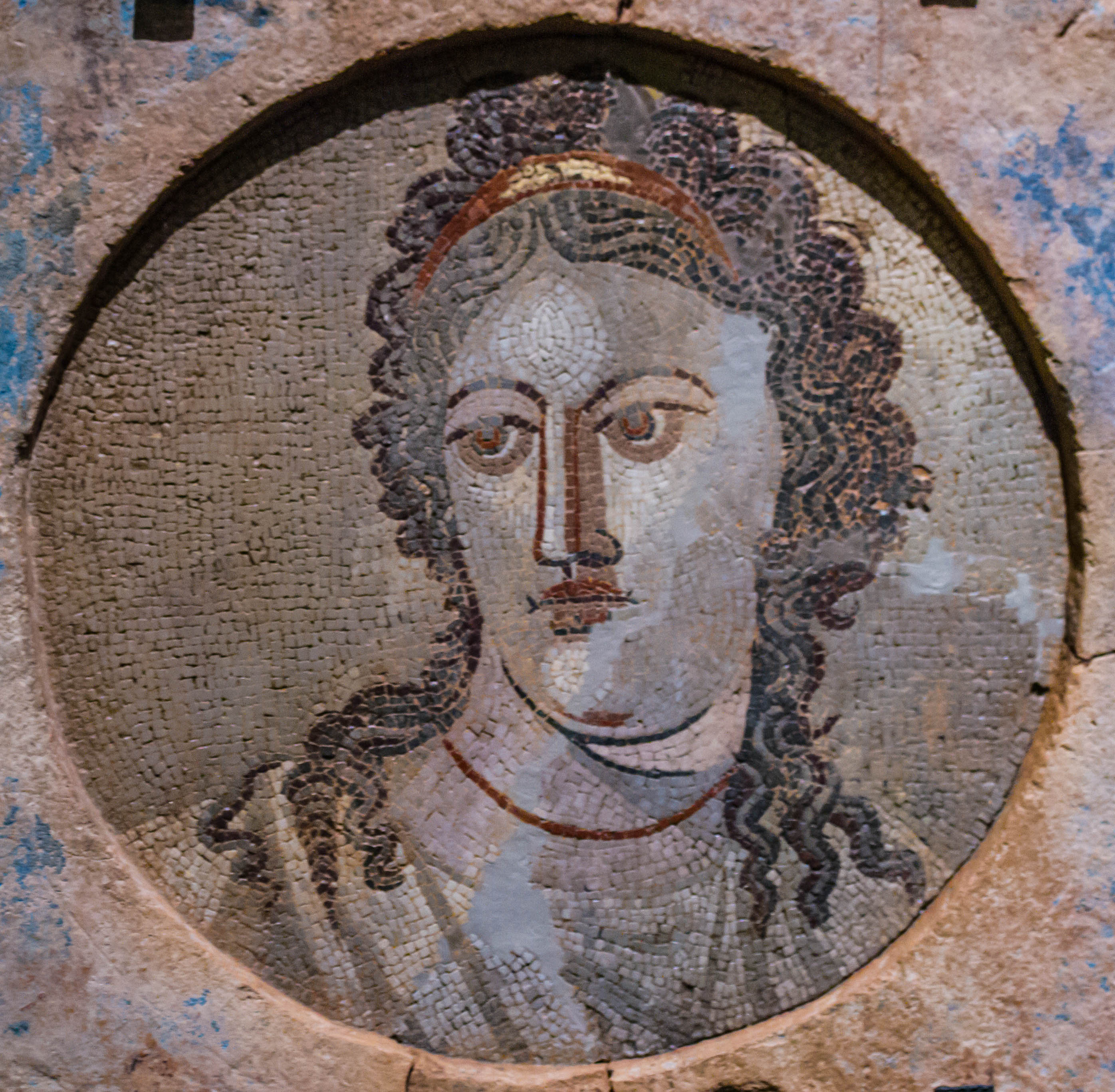
Vermutliches Mosaik der Mnemosyne, 2. Jahrhundert n. Chr., Archäologisches Nationalmuseum Tarragona

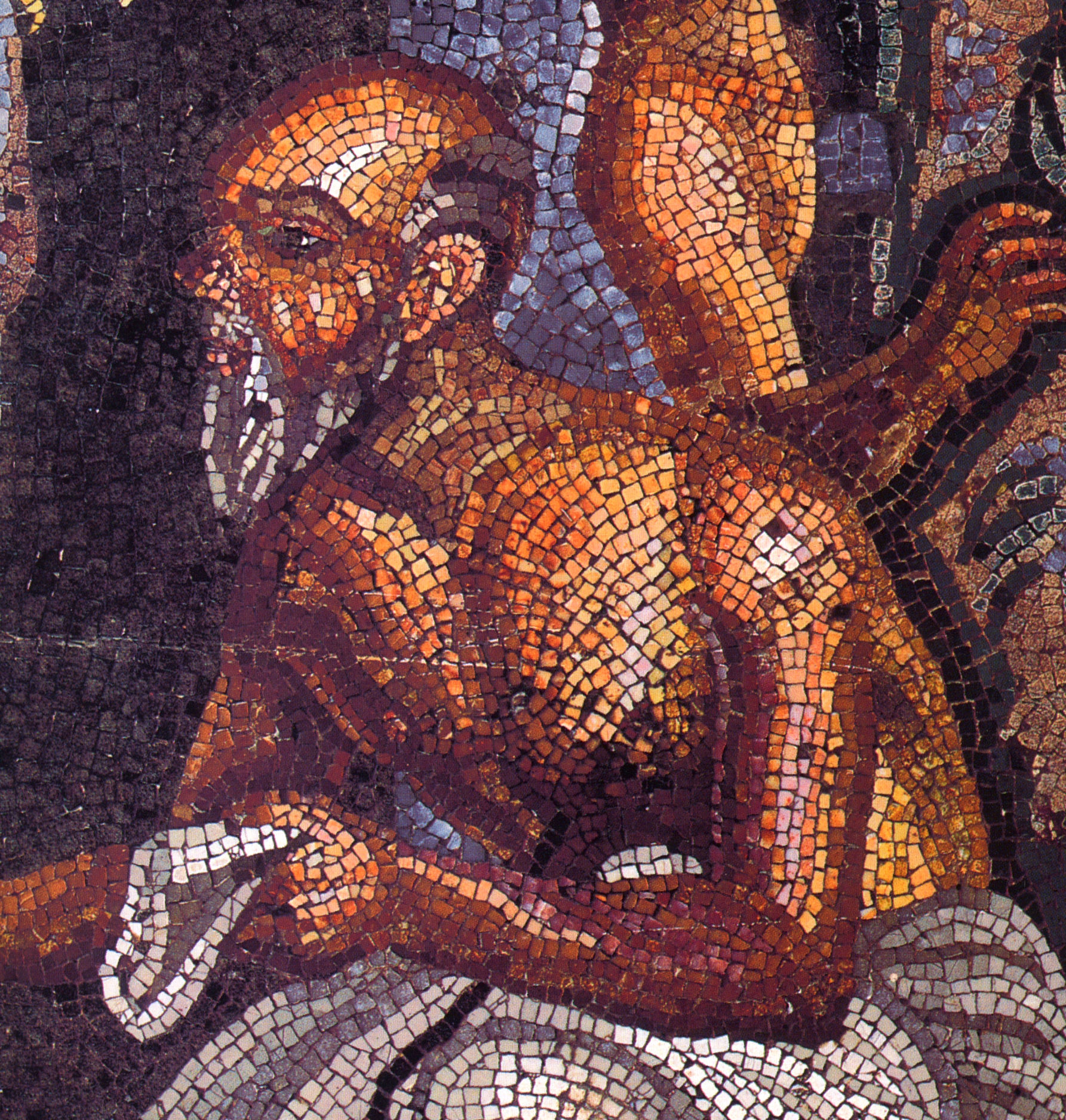
Mosaik eines Dichters, wie Simonides von Keos einer war, aus Pompeii (Casa del Poeta Tragico)

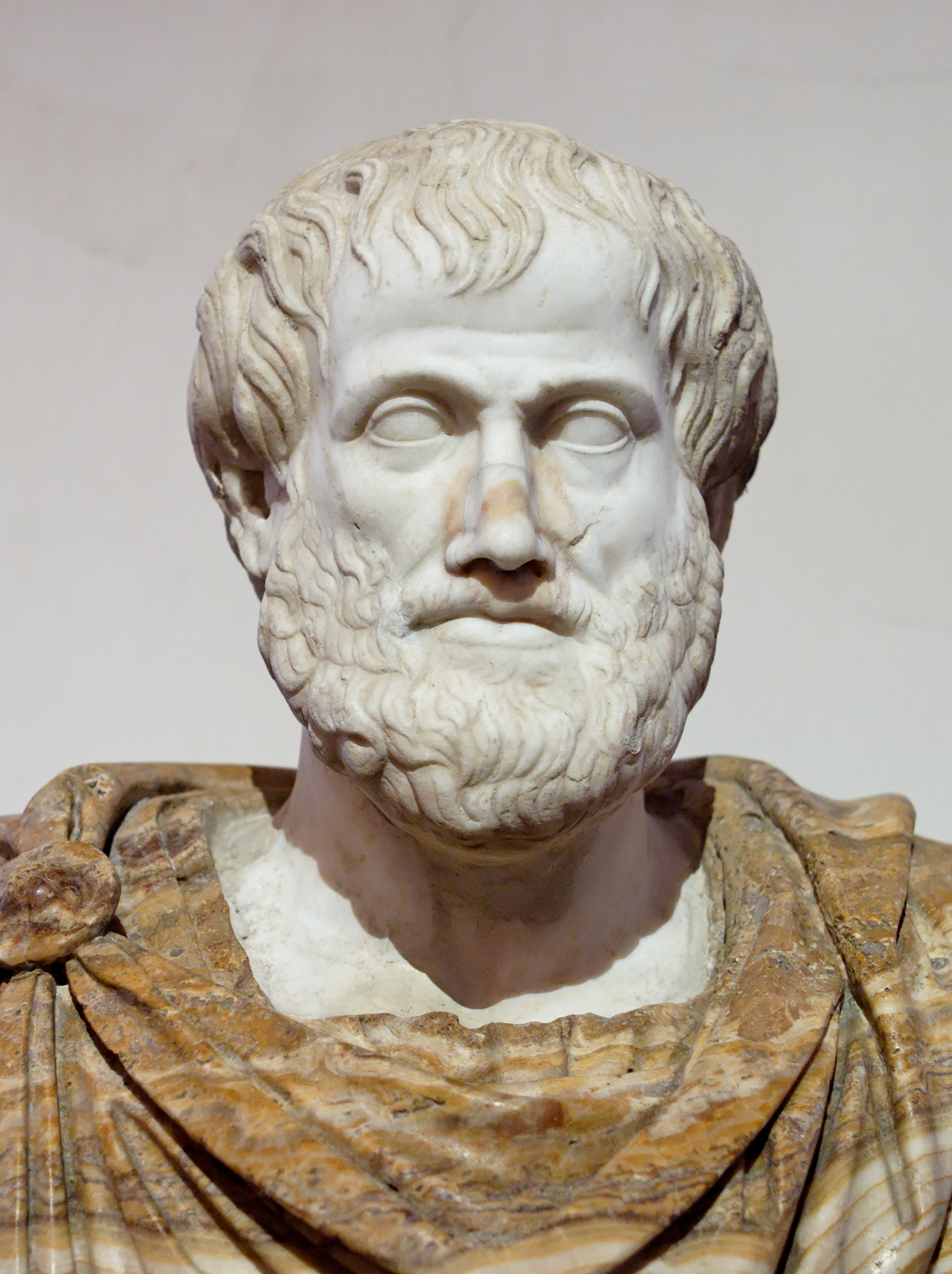
Aristoteles-Büste, römische Kopie, nach einer Skulptur des Bildhauers Lysippos, Rom, Palazzo Altemps 8575

Das altgriechische Wort μνήμη mnḗmē bedeutet Gedächtnis, Erinnerung und mit der Göttin Μνημοσύνη Mnemosýne verehrten die Griechen eine Göttin der Erinnerung, die gleichzeitig die Mutter der Musen war. Dementsprechend sprach man lange vorwiegend von Gedächtniskunst, wobei die genaue Bezeichnung uneinheitlich war, wie die folgenden lateinischen Ausdrücke zeigen:
- ars reminiscentiae (Kunst des Erinnerns),
- ars memoriae (Kunst der Erinnerung),
- ars memorativa (Erinnerungskunst),
- ars memorandi (Kunst sich zu erinnern).

In der Neuzeit sprach man schließlich meist von Mnemonik, was auf das Mnemonikón, ein verlorenes Buch des Aristoteles, zurückgeht, bevor Aimé Paris den Begriff Mnemotechnik prägte.
Jenseits dieser kulturellen Bezüge existieren für die Mnemotechnik viele Definitionen, eine allgemein anerkannte Abgrenzung kann folglich nicht gegeben werden. Dies hängt u. a. mit der hohen Individualität der Autoren zu diesem Thema zusammen, die oftmals ein eigenes System erschaffen oder sich auf einen Teilbereich beschränken wollen. Moderne Autoren vermeiden daher oft eine Definition.
In der Antike stellte man dem natürlichen Gedächtnis ein künstliches Gedächtnis gegenüber und redete dementsprechend von einer Kunst. Ebenso wurde die persönliche Übung und die individuelle Ausprägung betont. Auch Martianus Capella, der das Thema dem Mittelalter vermittelte und das Gedächtnis als „Gabe der Natur“ sah, stellte fest: „Aber zweifellos kann es mithilfe kunstfertiger Anweisungen gefördert werden.“ In der Neuzeit legte sich der Fokus eher auf die Einübung bzw. die Verfügbarmachung von mnemonischen Verfahren, weshalb es nahelag, von einer Technik zu sprechen. Die Notwendigkeit der individuellen Ausprägung der Verfahren für jedes Individuum wird dabei aber nicht bezweifelt.
Ulrich Voigt definiert Mnemotechnik als „Technik der Eselsbrücken“ und Mnemonik als „ihre Theorie“. Dabei betrachtet er ein Modell aus „einem Erinnerungsinhalt A, einer Erinnerungsstütze B und einer Verknüpfung μ zwischen A und B“ und definiert: „Eine Eselsbrücke ist ein B, das benutzt wird, um ein A zu erinnern.“ Dabei zitiert er Johann Christoph Dommerich: „Die Mnemonik oder Gedächtniskunst ist die Wissenschaft der Mittel, das Gedächtnis zu verbessern.“
So macht er auch auf das Problem aufmerksam, dass unter Mnemotechnik die einzelne Merkhilfe bzw. Eselsbrücke verstanden werden kann, unter der Mnemonik aber der gesamte Wissens- und Anwendungsbereich, der bei Dommerich sehr weit gefasst ist. Eine so offene und weite Definition kritisiert Voigt als unpraktikabel. Ebenso kritisiert er die Beschränkung auf eine oder einige aufgezählte Mnemotechniken, für die er den Auctor ad Herennium und die von jenem betrachtete Loci-Methode als Beispiel nennt, da es ihm um „die Grundlage für mögliche Verfahren“ geht und nicht um die Hervorhebung eines Verfahrens. Damit ist gleichzeitig die mögliche Spannweite von Definitionen der Mnemotechnik angegeben.

## Geschichte

### Antike – Erfindung und Klassiker

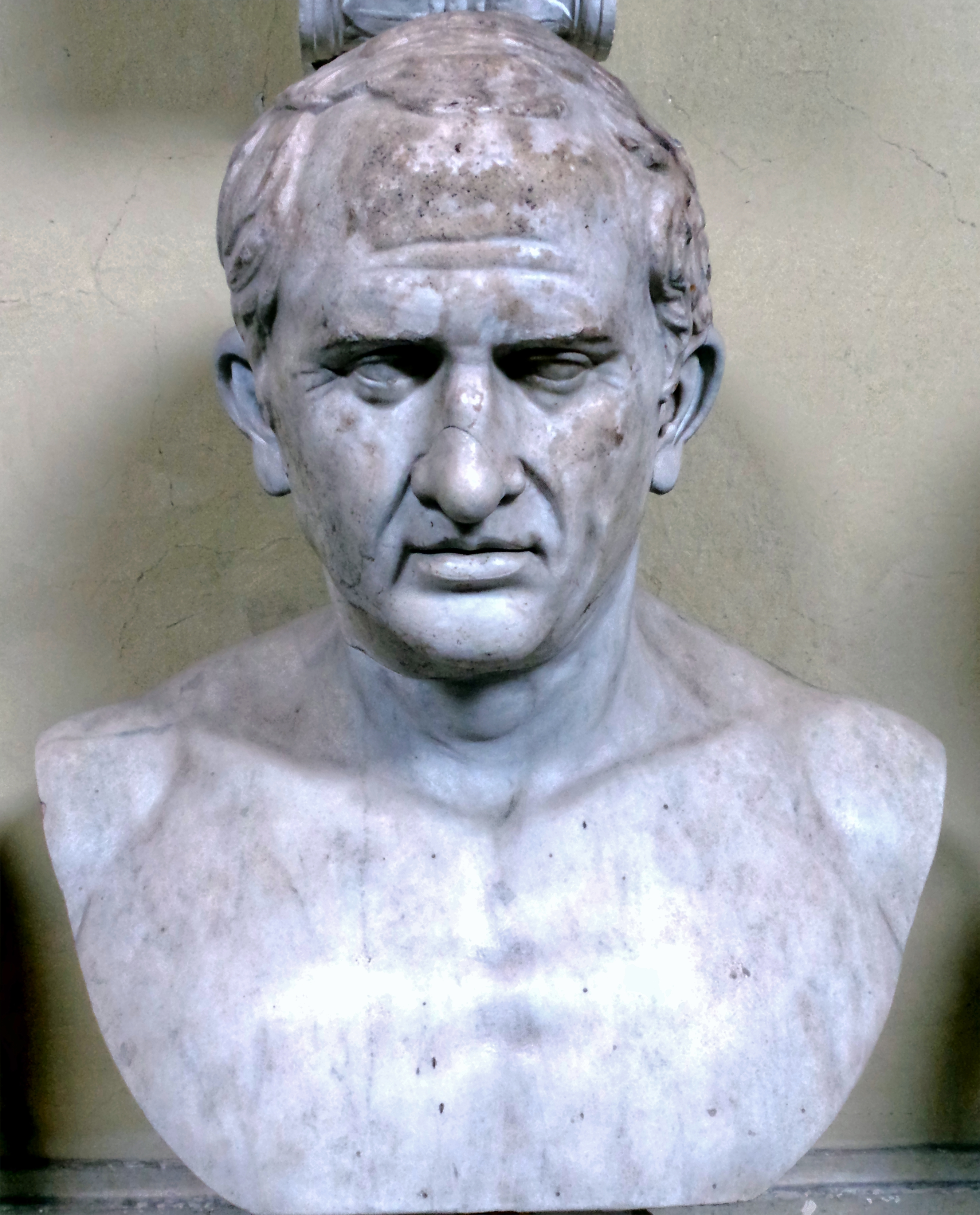
Porträt des Cicero auf moderner Büste, gefunden in der Villa der Quintilier (Vatikanische Museen)

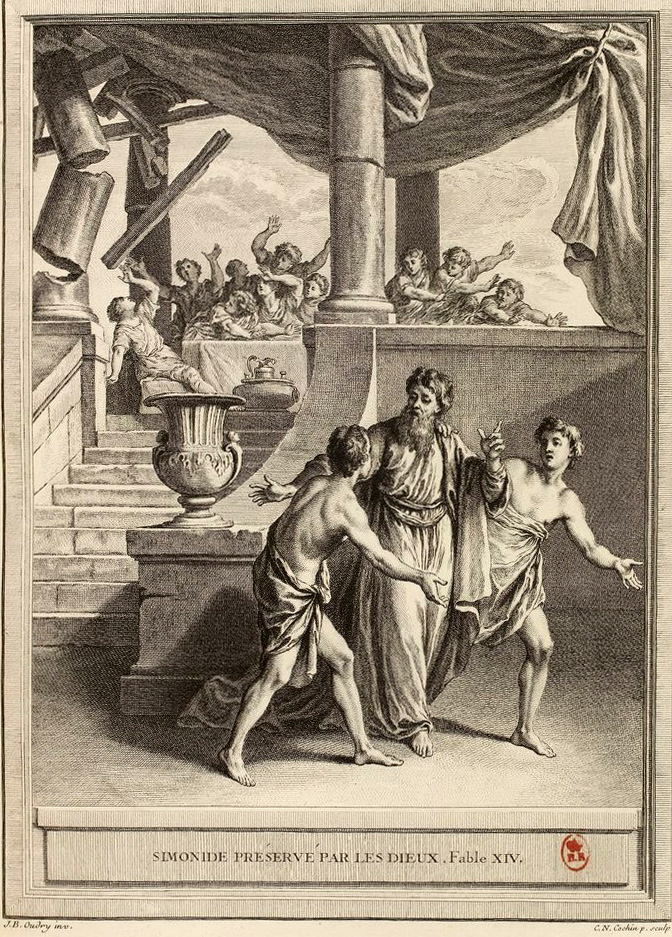
Simonides wird von den Göttern bewahrt – Kupferstich von Charles-Nicolas Cochin (1715–1790)

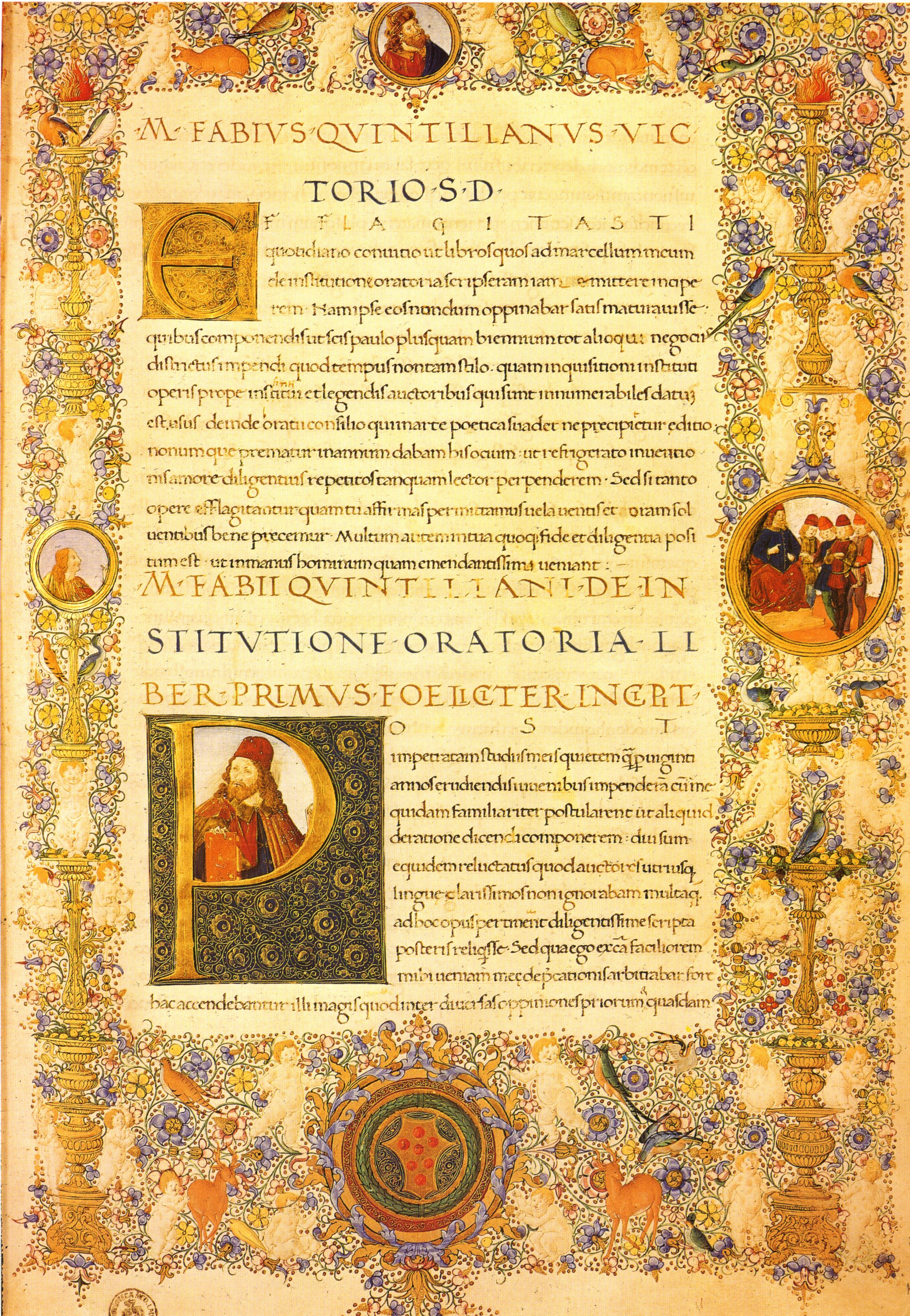
Quintilians Institutio oratoria in der Handschrift Florenz, Biblioteca Medicea Laurenziana, Plut. 46.12, fol. 1r, aus dem Jahr 1476

Es ist überliefert, dass sich die Redner des antiken Griechenlands und Roms oftmals mnemotechnischer Mittel bedienten. Der Dichter, Staatsmann und Weltweise Simonides von Keos galt allgemein als Erfinder der Gedächtniskunst. Diesbezügliche Aussagen finden sich bei Cicero, Quintilian, Plinius, Aelianus, Ammianus Marcellinus, Suidas und in der Parischen Chronik. Die Parische Chronik ist eine Marmortafel von etwa 264 vor Christus, die im siebzehnten Jahrhundert auf Paros gefunden wurde und die legendären Daten von Entdeckungen verzeichnet, wie die der Flöte, der Einführung des Getreides durch Ceres und Triptolemos und der Veröffentlichung von Orpheus Dichtungen, sowie in der geschichtlichen Zeit vor allem Feste und die dabei verliehenen Preise verzeichnet. Darunter gibt es auch einen Passus über Simonides: „Seit der Zeit, da der Keaner Simonides, Sohn des Leoprepes, der Erfinder des Systems der Gedächtnishilfen, den Chorpreis in Athen gewann und Statuen zu Ehren des Harmodios und des Aristogeiton errichtet wurden 213 Jahre.“ (das wäre 477 vor Christus).
Die Geschichte, wie Simonides die Gedächtniskunst erfand, schildert Cicero recht anschaulich in seinem Rhetoriklehrbuch De oratore, einer der drei Hauptquellen über die antike Gedächtniskunst:
„Bei einem Festmahl, das von einem thessalischen Edlen namens Skopas veranstaltet wurde, trug Simonides zu Ehren seines Gastgebers ein lyrisches Gedicht vor, das auch einen Abschnitt zum Ruhm der Götter Kastor und Pollux enthielt. Der sparsame Skopas teilte dem Dichter mit, er werde ihm nur die Hälfte der für das Loblied vereinbarten Summe zahlen, den Rest solle er sich von den Zwillingsgöttern geben lassen, denen er das halbe Gedicht gewidmet habe. Wenig später wurde dem Simonides die Nachricht gebracht, draußen warteten zwei junge Männer, die ihn sprechen wollten. Er verließ das Festmahl, konnte aber draußen niemanden sehen. Während seiner Abwesenheit stürzte das Dach des Festsaals ein und begrub Skopas und seine Gäste unter seinen Trümmern. Die Leichen waren so zermalmt, dass die Verwandten, die sie zur Bestattung abholen wollten, sie nicht identifizieren konnten. Da sich aber Simonides daran erinnerte, wie sie bei Tisch gesessen hatten, konnte er den Angehörigen zeigen, welcher jeweils ihr Toter war. Die unsichtbaren Besucher, Kastor und Pollux, hatten für ihren Anteil an dem Loblied freigebig gezahlt, indem sie Simonides unmittelbar vor dem Einsturz vom Festmahl entfernt hatten“.
Hierauf beschreibt er die Loci-Methode: „Wer diese Seite seines Geistes zu trainieren suche, müsse deshalb bestimmte Plätze wählen, sich die Dinge, die er im Gedächtnis zu behalten wünsche, in seiner Phantasie vorstellen und sie auf die bewussten Plätze setzen. So werde die Reihenfolge dieser Plätze die Anordnung des Stoffs bewahren, das Bild der Dinge aber die Dinge selbst bezeichnen, und wir könnten die Plätze an Stelle der Wachstafel, die Bilder statt der Buchstaben benützen.“ Neben der Darlegung von Vorteilen der und der Widerlegung von Einwänden gegen die Gedächtniskunst gibt Cicero dann noch eine Erklärung der Funktionsweise. Bemerkenswert ist, dass schon er den Gesichtssinn als den schärfsten, einprägsamsten Sinn beschreibt.
Neben der Stelle in Ciceros De oratore sind die Stellen über die Mnemotechnik in der Institutio oratoria, einem Rhetoriklehrbuch von Quintilian, und dem anonymen Ad C. Herennium libri IV wichtig für die Entwicklung der Mnemotechnik. Ad Herennium, im Mittelalter fälschlich Cicero zugeschrieben, bildete das Muster, an dem sich die zahlreichen mittelalterlichen Texte zur Gedächtniskunst – immer als Teil der Rhetorikausbildung – orientierten. Insgesamt gelten diese Texte als die drei Hauptquellen zur antiken Gedächtniskunst, die nicht nur hierzu herangezogen, sondern auch Ausgangspunkt für zahlreiche Neuansätze wurden.
Der Auctor ad Herennium beschreibt die gewünschte Beschaffenheit der Orte und Bilder und gibt Hinweise zur Einübung. Er fordert z. B. für die Orte eine Reihenfolge festzulegen, damit nichts in Unordnung gerät und alle Erinnerungen gut erreichbar sind. Sie sollen weder zu sehr in den Vordergrund drängen, noch zu unauffällig sein, können aber der Fantasie entspringen. 30 Fuß sei der optimale Abstand der Orte zueinander. Zudem empfiehlt er eine Nummerierung jedes fünften Ortes. Dabei überliefert er uns die einzigen bekannten Zahlsymbole aus der Römischen Antike: eine goldene Hand für die 5 und eine Person namens Decimus für die 10. Für das Merken von Zusammenhängen und dasjenige ganzer Sätze, Wort für Wort bringt er jeweils ein Beispiel und erklärt wie man einprägsame Bilder findet. Schließlich wendet er sich gegen vorbereitete Bilder, wie sie von Griechen empfohlen werden, wobei er neben der notwendigerweise zu geringen Auswahl auch die individuellen Unterschiede der Menschen berücksichtigt.
Quintilian betont zunächst die Wichtigkeit des Gedächtnisses für Bildung und Redekunst und legt dar, dass einfaches Auswendiglernen nicht für diese Zwecke ausreicht, bevor er Möglichkeiten und Grenzen des natürlichen Gedächtnisses diskutiert. Nach der Schilderung der Erfindung der Gedächtniskunst durch Simonides und einer Anleitung für die Loci-Methode, wobei er Cicero zitiert und Möglichkeiten wie reale oder fiktive Reisen, Häuser und Gemälde zur Ansiedlung von Routen in ihnen erwähnt, diskutiert er ihre Grenzen. Dabei erwähnt er eine Vorführung des Hortensius zur Gedächtniskunst auf dem Forum, bei dem die Korrektheit anhand der Bücher der Kaufleute kontrolliert wurde. Für das Auswendiglernen von Texten und Namen gibt er Empfehlungen jenseits der Loci-Methode, wie sie noch üblich sind. Er empfiehlt die Übung und das allmähliche Steigern des Pensums als wichtigste Gedächtnistechnik. Auch die Bedeutung des Schlafs, die dem Gedächtnisse hilfreiche Wirkung des Aufschreibens, die Bedeutung von Konzentration und Aufmerksamkeit sowie Ratschläge für den Unterricht werden erläutert und bekannten Persönlichkeiten zugeschriebene Gedächtnisleistungen aufgezählt.
Schon aus früherer Zeit gibt es Fragmente zum Thema und Aristoteles erwähnt die Technik der Verortung von Bildern, um das Gedächtnis zu ordnen. Für seine Erfindung des wissenschaftlichen Modells wird eine Inspiration durch die Methode der Gedächtniskunst kontrovers diskutiert und seine Schriften Über die Seele und Über Gedächtnis und Erinnerung wurden bedeutsam für die Rezeption der Gedächtniskunst durch die Scholastik im Mittelalter. Dabei beschäftigt er sich abgesehen von einigen Hinweisen nicht direkt mit der Mnemotechnik, sondern geht der Frage des aktiven sich Erinnerns auch gegen Hemmnisse des Gedächtnisses nach. Allerdings ist die Interpretation schwierig. Naheliegend scheinen Rückschlüsse auf die Kettenmethode zu sein, wobei er nicht nur vom Anfang einer Kette, sondern auch von anderen Gliedern der Kette ausgeht, wenn dies größeren Nutzen verspricht.

### Mittelalter – Rezeption und Meditation

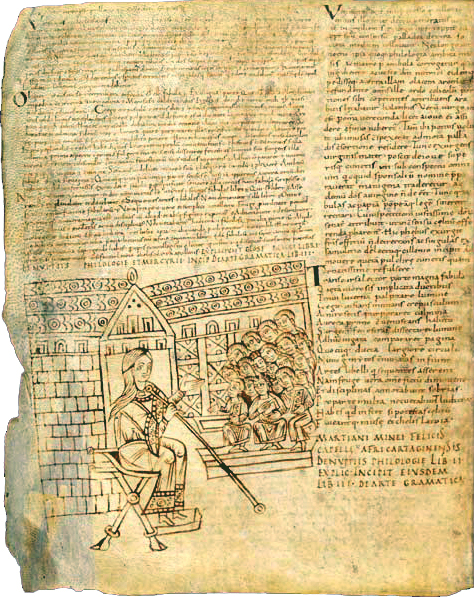
Seite einer Handschrift von Martianus Capellas De nuptiis Philologiae et Mercuriae, 10. Jahrhundert, Paris, Bibliothèque Nationale, Lat. 7900 A

Zwischen 410 und 430 n. Chr. verfasste Martianus Capella die Schrift De nuptiis Philologiae et Mercuriae (Von der Heirat der Philologie mit Mercurius), die die Grundzüge der sieben freien Künste des antiken Bildungssystems (Grammatik, Rhetorik, Dialektik, Arithmetik, Geometrie, Musik, Astronomie) darstellt und damit zu einer Grundlage des mittelalterlichen Bildungssystems wurde. In dieser Schrift bildet die memoria einen Teil der Rhetorik. Die Kirchenlehrer Albertus Magnus in De Bono (vom Guten) und Thomas von Aquin in seiner Summa Theologiae behandelten die Gedächtniskunst dagegen im Zusammenhang der Tugendlehre, und zwar als Teil der Prudentia (Weisheit), ein Bezug, der die Gedächtniskunst späterhin vor theologischen Angriffen schützte. Auf Thomas von Aquin beriefen sich nämlich später fast alle Autoren zur Rechtfertigung und Begründung ihrer Schriften.
Die Ars memorativa findet sich auch in mnemotechnischen Texten des Spätmittelalters wie dem 1449 von Johann Ulrich Rosenheimer verfassten Tractatus de arte memorativa cujusdam magistri parisiensis oder der wohl von Johannes Hartlieb geschriebenen, zum Teil eine Übersetzung von Rosenheimers späterer Ars memorativa darstellenden Kunst der Gedächtnüß.

### Frühe Neuzeit – Höhepunkte und Niedergang

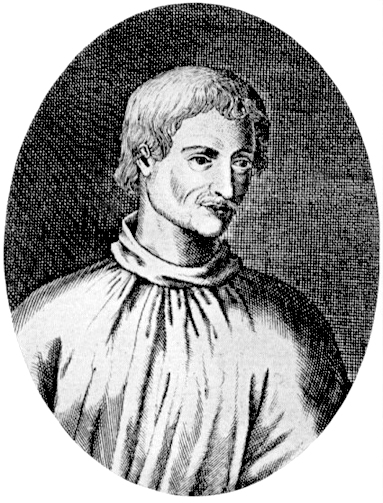
Giordano Bruno. Illustration in: Neue Bibliothec, oder Nachricht und Urtheile von Neuen Büchern. Frankfurt und Leipzig, 1715. S. 622, fig. 38

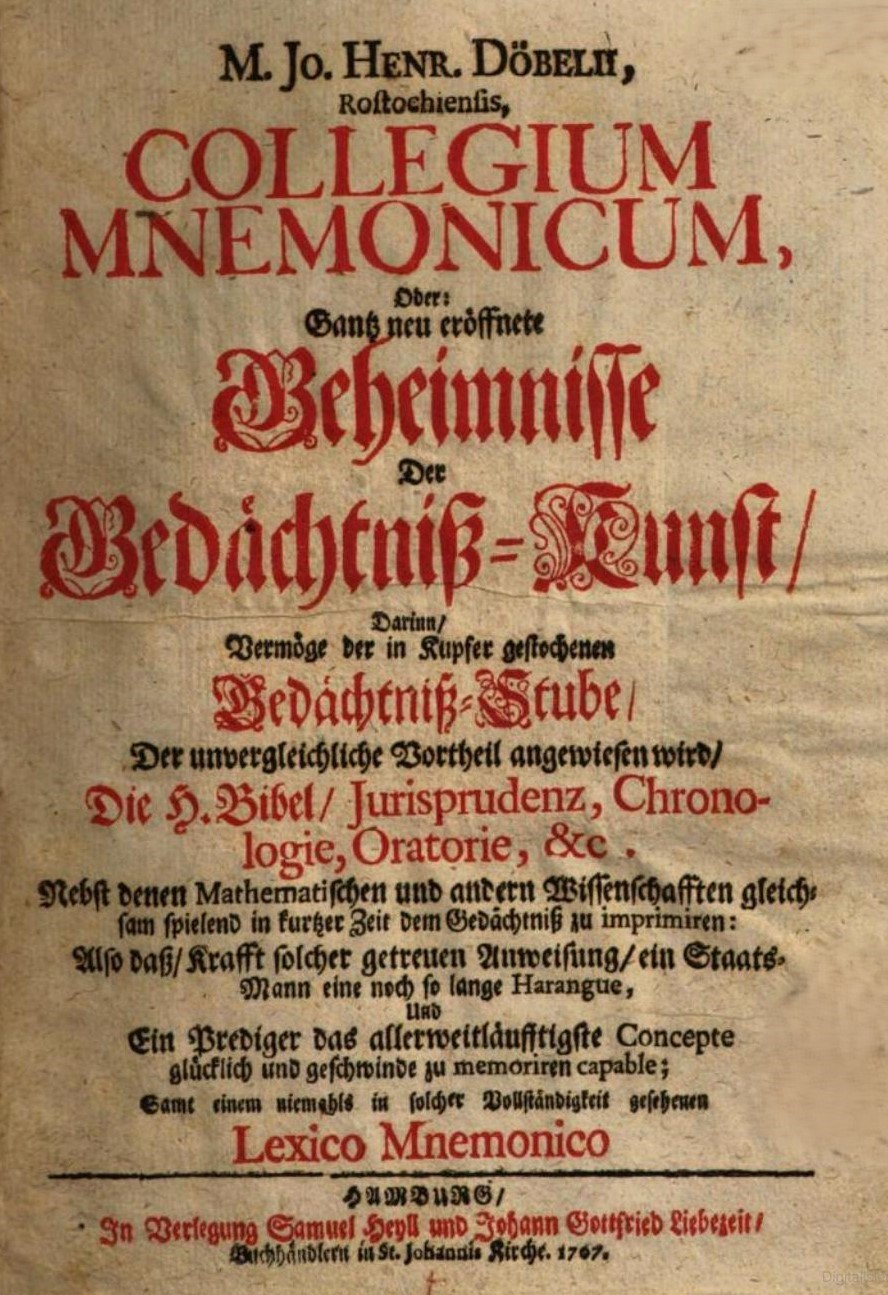
Johann Heinrich Döbel: Collegium Mnemonicum, Titelseite – 1707

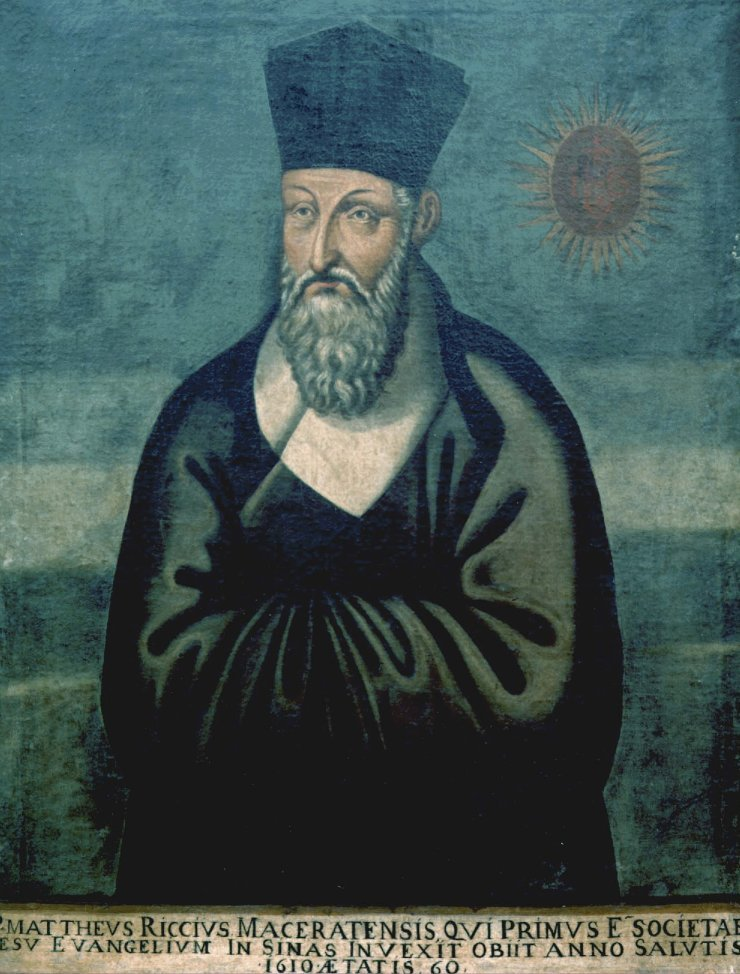
Matteo Ricci, Gemälde von Emmanuel Pereira (auch Yu Wen-hui) von 1610

Die Mnemotechnik der Frühen Neuzeit ist durch umfassende Systeme Einzelner gekennzeichnet. So setzte Giordano Bruno (1548–1600) die Tradition fort und will durch die Abbildung von Begriffen und Bezeichnungen zu mystischer Erkenntnis gelangen. Matteo Ricci (1552–1610) erläuterte Chinesen seinen Gedächtnispalast als Hilfe für die Beamtenprüfung und machte damit die Mnemotechnik in China bekannt. Lamprecht Schenckel (1547–1625), später ausgezeichnet und kritisiert durch die Rede von „dem Schenckelius“, prägte durch aufsehenerregende Auftritte und die Behandlung des Themas als Geheimlehre das Bild der Gedächtniskunst, während Johann Justus Winckelmann (1620–1699) unter dem Pseudonym Stanislaus Mink von Weunßhein einen praktikablen Zifferncode entwickelte. Johann Heinrich Döbel sah sein Werk Collegium Mnemonicum, Oder: Ganz neu eröffnete Geheimnisse Der Gedächtniß-Kunst von 1707 als Ausgangspunkt für spätere Generationen. Dabei entwickelte er im Gegensatz zu seinen Vorgängern ein klares und im Grundsatz einfaches System. Doch gab es nach Döbels Collegium Mnemonicum von 1707 für nahezu hundert Jahre keine großen Veröffentlichungen zur Mnemotechnik mehr.
Die Mnemotechnik passte nicht zum Zeitgeist. Das Denken sollte das Auswendiglernen ersetzen. Es wurde nicht berücksichtigt, dass Wissen in Verstehens- und Faktenwissen zu unterteilen ist. Darüber hinaus stellten die bekannten Mnemotechniker zu hohe Ansprüche, die das Publikum überforderten und stießen an Grenzen, ohne neue Impulse zu entwickeln, diese Beschränkungen zu überwinden. Hinzu kam, dass zu viel Phantasie als negativ empfunden wurde, was schon seit Descartes Kritik an der Mnemotechnik hervorgerufen hatte.
So kam es bis 1804 nur zu vereinzelten Erwähnungen dieser Kunst und ganz wenigen, als Ausnahmen zu betrachtenden Veröffentlichungen. Das Fortleben mnemotechnischer Praxis ist in dieser Zeit nur schwer und oft indirekt zu beobachten.
Hier ist als Ausnahme Richard Grey zu nennen, der 1730 ein kompliziertes System für einen Ziffern- bzw. Zahlencode vorstellte, bei dem Konsonanten und Vokale die Zahlen bilden. Dabei haben bestimmte Buchstaben Sonderfunktionen. Das 'R' kennzeichnet z. B. einen Bruch. Aufgrund seiner Komplexität, Starrheit und der Notwendigkeit vor der Anwendung für alle Ausdrücke Wortlisten zu erstellen, fand er keine Nachfolger.

### 1804 – Neubeginn der Mnemotechnik

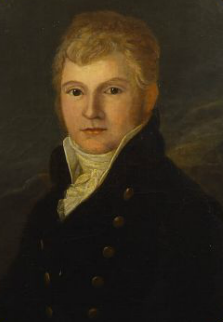
Johann Christoph von Aretin (1772–1824). Gemälde eines unbekannten Künstlers (1806)

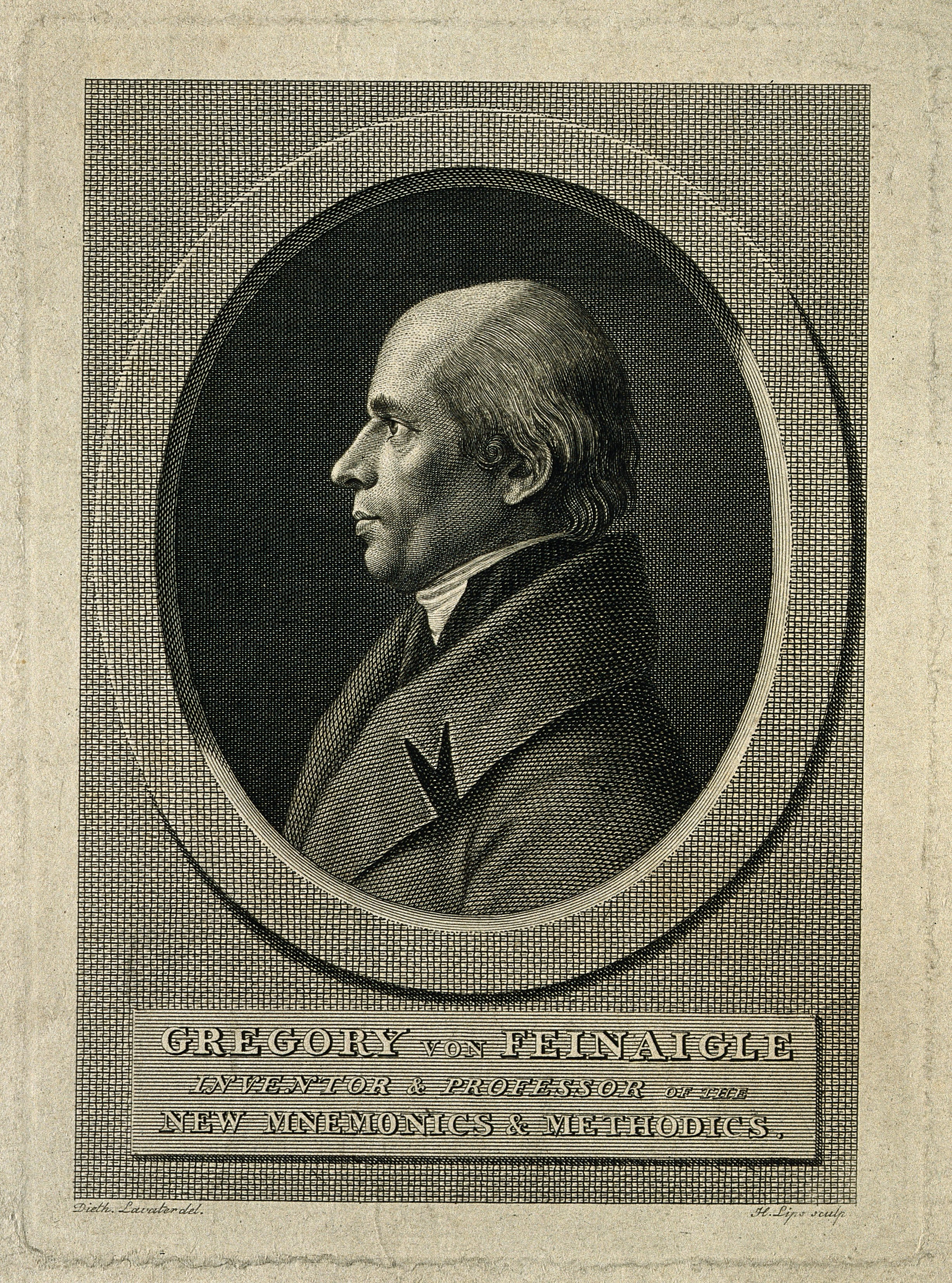
Gregor von Feinaigle (1760–1819)

Nachdem es im 18. Jahrhundert still um die Mnemotechnik geworden war, kam es im Jahr 1804 zu einem Neubeginn, der durch drei Veröffentlichungen bestimmt wurde:
- Christian August Lebrecht Kästner, Pastor in Leipzig, wollte in seiner Mnemonik[27] die Mnemotechnik von ihren Grundlagen her aufbauen, als die er die „berühmten drey Stellen bei den Alten“ sah, womit er die schon genannten Stellen bei Cicero, Quintilian und dem Auctor ad Herennium meinte. Durch seine moderne Sprache belebte er das Interesse am Thema neu.
- Im selben Jahr meldete sich der Freiherr Johann Christoph von Aretin mit einer Denkschrift[28] zu Wort, in der er darauf aufmerksam macht, dass man über eine Modernisierung des alten Systems hinausgehen müsse, und sein schon länger vorbereitetes Werk zu Theorie und Praxis der Mnemotechnik ankündigte. Darin[29] will er die bisherige topologische Verortung der Erinnerungsbilder durch ein System von Zahlenbildern ersetzen und erarbeitete eine wichtige mnemotechnische Bibliografie. Wegen der den Zahlen zugeschriebenen Ordnungsfunktion gilt dieses Werk als Begründung der modernen Mnemotechnik.
- Ebenfalls 1804 veröffentlichte Gregor von Feinaigle seine Kunst des Gedächtnisses.[30] Nachdem ihn die Säkularisation von Kloster Salem aus seiner Tätigkeit als Ordensgeistlicher, Rhetoriklehrer und Bibliothekar des Klosters vertrieben hatte, verdiente er sich seinen Lebensunterhalt als Wanderlehrer und Gedächtniskünstler in Frankreich und England. Er stand in der Tradition der bisherigen Gedächtniskunst, die er verbessern wollte. In seine Gegenwart wies sein System von Zahlenbildern für die Zahlen bis 100.

Eine gemeinsame Schwäche dieser Drei bestand darin, dass sie kein überzeugendes Merksystem für Zahlen gefunden haben. Ulrich Voigt hebt ihr „Bestreben, die gesamte Technik zusammenzufassen, neu zu begründen und auf ein tragfähiges Fundament zu stellen“, hervor.

### Zeitalter des Nationalismus – Zahlen, Ideen, Geschichten

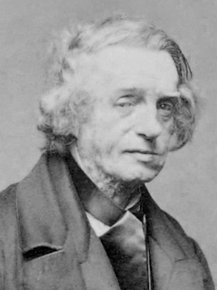
Aimé Paris (1798–1866)

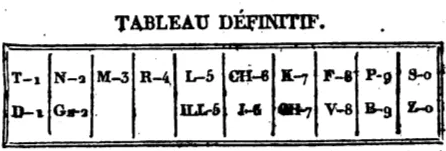
Zifferncode nach Aimé Paris von 1825. – 1: T, D; 2: N, GN; 3: M; 4: R; 5: L, ILL; 6:CH, J; 7: K, GH; 8: F, V; 9: P, B; 0: S, Z

Herausragende Gestalt der Gedächtniskunst des 19. Jahrhunderts wurde Aimé Paris, der auch den Begriff Mnemotechnik prägte. 1825 veröffentlichte er seinen Zifferncode, den er aus demjenigen Winckelmanns entwickelte. Im Gegensatz zu seinem Vorgänger basiert der Zifferncode nach Aimé Paris, heute meist als Major-System oder auch Master-System bezeichnet, auf Lauten statt Buchstaben und ermöglicht eine eindeutige Zuordnung, so dass er auch als Ordnungsinstrument benutzt werden kann und von der Laut-Buchstabenzuordnung der verwendeten Sprache und Rechtschreibung unabhängig ist, wodurch er zur Grundlage der modernen Mnemotechnik wurde, indem die Probleme Aretins und Feinaigles eine gut zu handhabende Lösung fanden. Hinsichtlich der grundlegenden Loci-Methode verortete er Ideen statt Bilder, womit er dem Merkinhalt näher kam und die Merkbarkeit durch das näher Liegende steigerte. Bei ihm begann sich der Nationalismus der Zeit negativ auszuwirken, indem er keine ausländischen Quellen – Feinaigle galt damals als Franzose – zugab. Hierdurch wurde die Kommunikation der nationalen Schulen sehr erschwert, die sich nun im Geist der Zeit entwickelten.

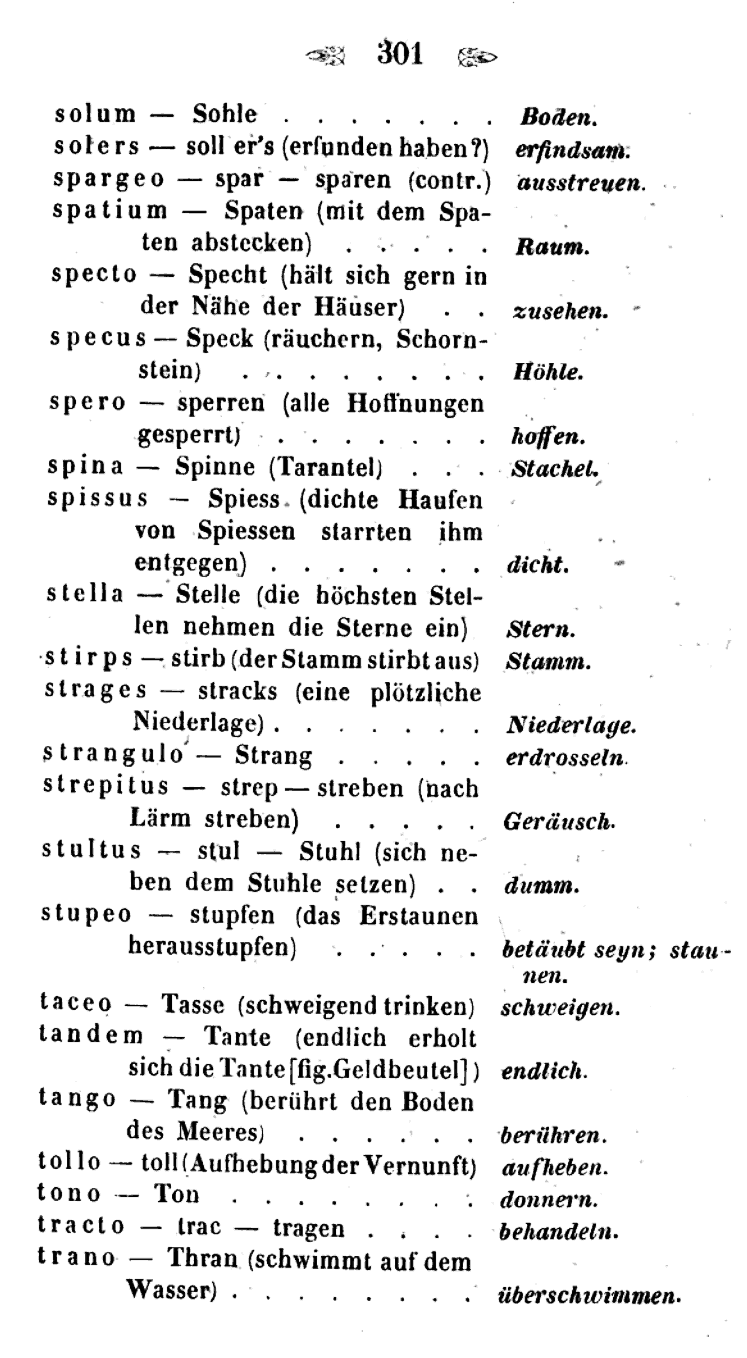
Carl Otto Reventlow: Praktisches Lehrbuch der Mnemotechnik von 1847, Anwendung der Schlüsselwortmethode bei lateinischen Wörtern

Für die deutsche Mnemotechnik wurde Carl Christian Otto unter dem Pseudonym Carl Otto Reventlow bestimmend, der nach mehreren früheren Veröffentlichungen 1847 sein Praktisches Lehrbuch der Mnemotechnik herausgab. Darin führte er fast 900 altgriechische und lateinische Wörter nach der mnemotechnischen Schlüsselwortmethode auf.
Reventlow veränderte, um als sein Schöpfer gelten zu können, aber auch im Sinne des Nationalismus, den Zahlencode nach Aimé Paris. Dabei machte er den Rückschritt zu Buchstaben und gab die Eindeutigkeit der Zuordnung auf, was die deutsche Mnemotechnik in der Folge sehr behinderte. Wie Paris Bilder und Anschauung durch Ideen und Verständnis ersetzen wollte, wollte er auch die Orte dadurch ersetzen. Hier ergab sich ein Ansatz zur Kritik. Hermann Kothe forderte „Gesichtssinn“ und „Ideencombination“ zu verbinden. Darüber hinaus sollten die einzelnen Bilder und Vorstellungen durch den „zusammenfassenden Gedanken“ verbunden werden. Die entstehende Reihung von Verknüpfungen bezeichnete er als Fäden. Hugo Weber-Rumpe ging hier weiter und verarbeitete solche Fäden zu Geschichten. Die Gleichsetzung von „zusammenfassendem Gedanken“ und „zusammenfassender Geschichte“ lehnte er allerdings ab, da „die Kette aus den einzelnen Kettengliedern besteht und nur aus ihnen ihre Stabilität gewinnt.“
An Mnemotechnikern anderer Nationalität sind Francis Fauvel Gouraud und Ernest E. Wood zu nennen, die sich beide mit dem Zifferncode beschäftigten. Außer durch das Nebeneinander an nationalen Schulen wird die Beschäftigung mit der jüngeren Geschichte der Mnemotechnik durch die Individualität der Autoren behindert, die oft ihre Vorgänger leugneten und ihre eigenen Beiträge in den Vordergrund stellten. Jenseits der Unterhaltung und begrenzter Anwendungen erlahmte das Interesse der Öffentlichkeit, ohne aber ganz zu erlöschen. Und während die Philosophie das Thema im Gedächtnis behielt, konzentrierte sich die Pädagogik auf eigene Methoden.

### Übergang zur Gegenwart – Sportler, Trainer, Entertainer
Durch Auftritte in Fernsehshows hielten in den 1980er Jahren Gedächtniskünstler und -trainer wie Harry Lorayne oder Gregor Staub die Mnemotechnik im Bewusstsein eines größeren Publikums. Diese verfolgten dabei durchaus eigene Ansätze. So nutzt Gregor Staub die Werkzeuge der Mnemotechnik ganz pragmatisch, um sie zu einem System zu verbinden, bei dem die Effektivität gegenüber einer Anwendung nach der reinen Lehre im Vordergrund steht. In der zweiten Hälfte des 20. Jahrhunderts wurden auch viele Methoden der Mnemotechnik experimentell untersucht, wobei ihre Effektivität bestätigt werden, teils auch ihre Funktionsweise präzisiert werden konnte.

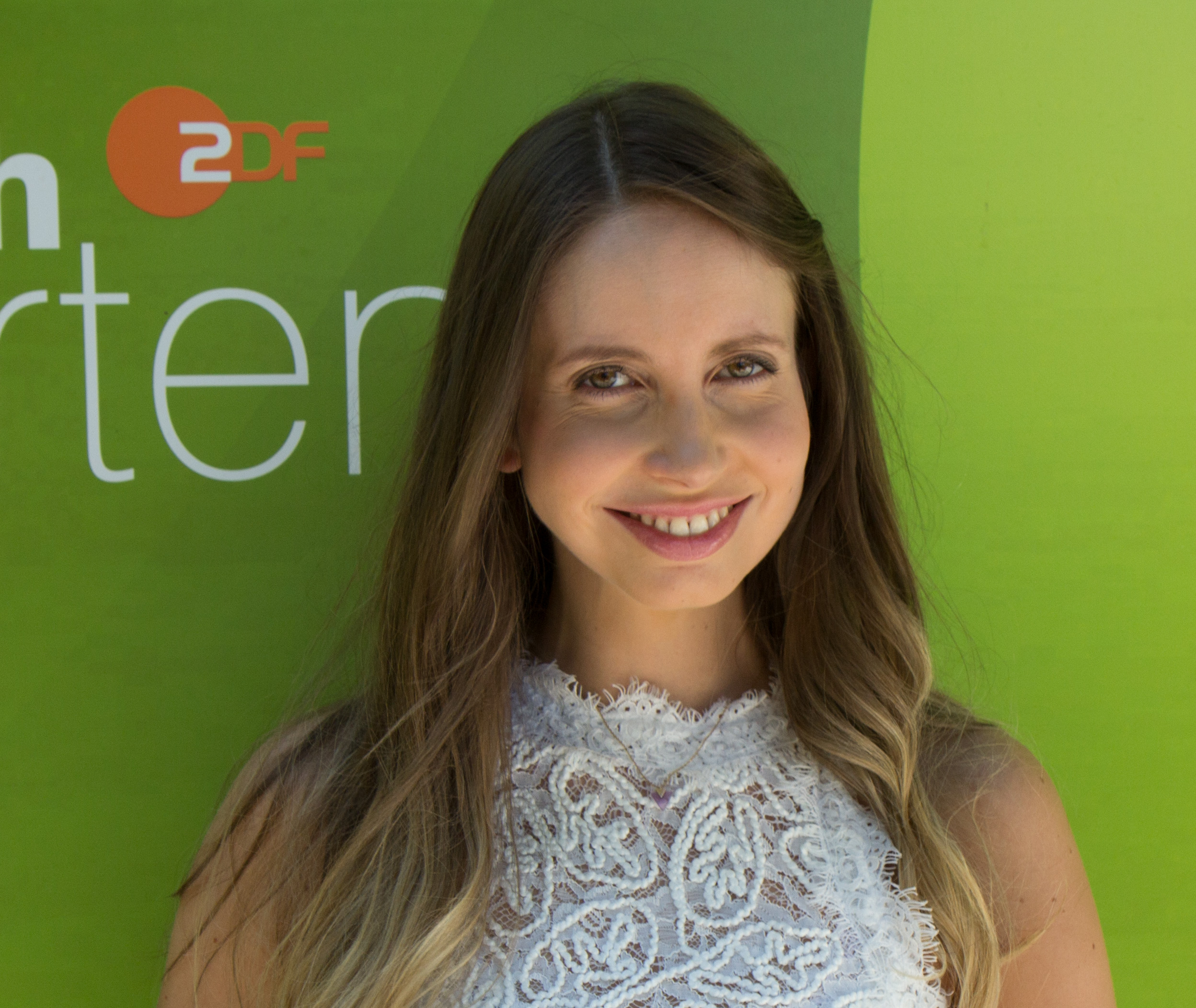
Christiane Stenger im ZDF-Fernsehgarten am 19. August 2018

Später entstand dann der Gedächtnissport, der die Mnemotechnik als Anwendung hinsichtlich bestimmter Disziplinen nutzt, und auch Gedächtnistrainer wie Ulrich Bien, Jens Seiler sowie Gedächtnisweltmeister wie Gunther Karsten und Christiane Stenger trugen Anfang des 21. Jahrhunderts dazu bei, dass die Mnemotechnik nicht nur in den Medien präsent, sondern auf verschiedenen Ebenen lebendig ist. Mnemotechnische Autoren und Pädagogen wie Ulrich Voigt verfolgen auch wieder höhere Ansprüche, wobei teils die Systematisierung, teils die Einordnung in die Erkenntnisse der Pädagogik im Vordergrund stehen.

## Förderung der Mnemotechniken in Vereinen

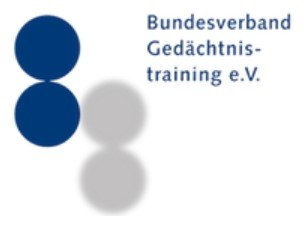
Logo des Bundesverbandes Gedächtnistraining e. V.

Die Anwendung der Mnemotechniken sowie das Training des Gedächtnisses durch gezielte Übungen im Einzel- und Gruppenunterricht wird in Vereinen gefördert. Die Vereine bilden auch zertifizierte und geprüfte Gedächtnistrainer aus, die das Gedächtnis und die Konzentration verschiedener Zielgruppen jeden Alters in Unternehmen und Einrichtungen sowie an Volkshochschulen trainieren. In Deutschland ist dies der Bundesverband für Gedächtnistraining e. V. (BVGT), in Österreich der Österreichische Bundesverband für Lern-, Denk- und Gedächtnistraining und multimodale biografieorientierte Aktivierung (ÖBV-GT), in der Schweiz der Schweizerische Verband für Gedächtnistraining (SVGT) und in Luxemburg der Lëtzebuerger Verein fir Gediechtnistraining (LVGT). Diese vier nationalen Vereine sind Partnervereine und Mitglieder im Europäischen Dachverband für Gedächtnistraining (EUVGT).

## Aufbau der Mnemotechnik
So wie es zur Definition der Mnemotechnik viele Ansichten gibt, gibt es sie auch zum Aufbau der Mnemotechnik. Für eine konsistente Darstellung kann man sich aber von praktischen Erwägungen leiten lassen, wie es auch viele der Bücher zum Thema tun. Zunächst werden meist Grundlagen thematisiert, die allgemein Einfluss auf das Lernen und die Funktionsweise einzelner Mnemotechniken haben. Dann wird erklärt, wie mit den zu merkenden Stoffen umgegangen wird, um sie in eine möglichst gut zu lernende Form zu bringen. Die Erinnerungsinhalte und die Erinnerungsstützen müssen in eine Beziehung gebracht werden, die die Assoziation zur Erinnerungsstütze und von der Erinnerungsstütze zum Erinnerungsinhalt erlauben. Schließlich geht es um komplexere Mnemotechniken, die den Stoff strukturieren, anordnen und in eine Folge bringen können und helfen, auch große Wissensgebiete zu meistern. Einige Techniken, wie das Major-System, dienen sowohl der Kodierung der Erinnerungsinhalte als auch der Ordnung des Stoffes. Im Folgenden soll diese Einteilung helfen, die Übersicht zu wahren.

## Grundlagen der Mnemotechnik
Wenn diese auch verschieden beschrieben werden, findet sich das Thema doch in den meisten Büchern hierzu. Hier erhebt sich auch die Frage nach der jeweiligen Begrenzung der Mnemotechnik. Ob alle Erkenntnisse und Tipps zum Lernen unter die Mnemotechnik fallen oder nur einige oder nur ganz klar Mnemotechnisches im Sinne einer bestimmten Definition, wie der oben genannten von Voigt, bestimmt den Umfang dieser Grundlagen.

### Allgemeine Erkenntnisse und Hinweise
Auch wenn Gedächtnistrainer und manche Mnemotechniker alles als zum Thema gehörig betrachten oder in ihren Unterricht integrieren, was das Merken erleichtert und das Gedächtnis unterstützt, sprengt dies in der Regel den Umfang dessen, was unter Mnemotechnik verstanden wird. Zudem reicht hier ein Verweis auf die einschlägigen Artikel zu Pädagogik, Lernen, Gedächtnis und anderen entsprechenden Themen. Dort wird man z. B. Hinweise auf die Schaffung eines günstigen Lernumfelds, die Funktionsweise des Gedächtnisses und ähnliche Grundlagen finden.
- Lernen
- Pädagogik
- Didaktik
- Gedächtnis
- Erinnerung
- Erinnerungsvermögen
- Aufmerksamkeit
- Konzentration

### Hilfsmittel
Mitunter wird diskutiert, welche Hilfsmittel abgesehen von den eigenen Sinnen, dem eigenen Denken und dem eigenen Gedächtnis erlaubt sind, um noch von Mnemotechnik sprechen zu können. Auch der Mnemotechniker muss sich das zu Merkende oft erst erarbeiten. Dabei muss auch er die üblichen Hilfsmittel, z. B. zur Erfassung eines Texts, berücksichtigen. Aber auch die Benutzung der einzelnen Mnemotechniken kann die Benutzung von Hilfsmitteln bedingen. Mitunter hilft eine Zeichnung, sich einen Ort, eine Route, einen Gedächtnispalast besser vorzustellen oder zu konstruieren. Dann muss man auch bei der Anwendung von Mnemotechnik wiederholen, um Wissen auf Dauer zu verankern. Auch hier besteht also die Notwendigkeit, die zu merkende Information und auch die zu merkende, evtl. komplexe Konstruktion in irgendeiner Form verfügbar zu halten. Auch die Bearbeitung umfangreicheren Wissens bedingt oft die Benutzung von Schrift, allerdings nicht nur zum Erfassen und Wiederholen, sondern auch, um die Form zu erarbeiten, in der die Mnemotechnik auf diese angewandt wird. Die Lernkartei wiederum wird nicht zur Mnemotechnik gerechnet, da hier die Abstützung durch Hilfsmittel im Vordergrund steht.

### Aufwand
Die Mnemotechnik soll das Lernen erleichtern. In der Regel kann die Erleichterung durch die systematische Herangehensweise leicht eingesehen und selbst überprüft werden. Ebenso wird es jeder als rational betrachten, dass jemand einen für ihn selbst eigentlich zu großen Aufwand betreibt, um später anderen ein einfaches Verfahren erklären zu können. (Siehe auch Mnemotechnische Bearbeitungen größerer Wissensbereiche.) Heute wird dem jedoch die Möglichkeit des schnellen Nachschlagens entgegen gehalten. Hier wird der Zeitaufwand des Nachschlagens gegenüber dem Wissen unterschätzt, da dieses sich ja im Laufe des Lebens summiert. Darüber hinaus kann mit dem Nachschlagen zumeist auch keine genügende Effizienz erreicht werden.

### Mnemotechnische Mentalfaktoren
Das Gedächtnis funktioniert nach gewissen Prinzipien, welche zum Erreichen einer effizienten und möglichst langfristigen Abspeicherung nutzbar gemacht werden sollen. Diejenigen, die in engerem Zusammenhang mit Mnemotechniken stehen, sind hier von Belang. Dazu gibt es gut zu merkende Zusammenstellungen, von denen die Mnemotechnischen Mentalfaktoren die bekannteste darstellen.
Hiervon gibt es sieben:
1. Fantasie
Wenn Lerninhalte auf das Wesentliche reduziert werden, werden sie schnell trocken. Sie sprechen die Fantasie nicht mehr an und können nur schwer gelernt werden. Umgekehrt ist es hilfreich, wenn die Fantasie dem Lernenden Assoziationen, Bilder und andere Mittel eingibt, die Mnemotechniken unterstützen oder ermöglichen oder sie gar bilden. Auch die einfache Belebung trockenen Stoffes kann schon hilfreich sein. So hilft das unwillkürliche Vorstellen von Dingen – ein eher kreativer und ausschweifender Akt – beim effektiven Lernen, statt es zu behindern, wie oft behauptet wurde.
2. Visualisierung
Der Mensch hat die Fähigkeit sich im Geist Bilder vorzustellen und vor dem inneren Auge Filme ablaufen zu lassen, das bewusste Vorstellen eines bestimmten Prozesses. Speziell gilt vielen die Vorstellung der generierten Bilderkombinationen oder Filme auf der inneren Leinwand als wichtigste Übung zur Mnemotechnik. „Augen zu und vor den inneren Augen sehen“ oder ähnliche Aufforderungen können daher in so ziemlich jedem Buch zum Thema begegnen. Auch Experimente bestätigen die hohe visuelle Speicherfähigkeit unseres Gehirns. Dabei sollen alle Sinne berücksichtigt werden, Farben, Gerüche und Klänge dürfen nicht fehlen. Es ist auch zu beachten, dass bewegte Bilder und Filme besser funktionieren als statische Bilder. Es ist zu beachten, dass die Visualisierung auch für weitere Mittel zur Aufbereitung der Erinnerungsinhalte wie Wörter und Begriffe eine Rolle spielen kann.
3. Logik
Wenn man einen Lernstoff verstanden hat, kann man ihn meist logisch herleiten. Doch gibt es auch Stoff, der sich solchen Herleitungen entzieht. Die Mnemotechnik wird nur benötigt, wo die Herleitung zu langwierig ist, oder nicht herzuleitendes Faktenwissen vorliegt. Hier kann Logik dabei helfen, Strukturen zu finden und Daten zusätzlichen Sinn zu verleihen, um sie besser zu erfassen. Gleichzeitig hilft sie dabei, konsistente Strukturen für die einzelnen Mnemotechniken für die jeweils aktuellen Lerninhalte zu finden.
4. Emotion
Jeder kennt den Effekt, dass mit starken emotionalen Empfindungen verbundene Informationen gut zu merken sind und lang im Gedächtnis bleiben. Unangenehme Erinnerungen sind oft kaum wieder zu vergessen. Dies kann ausgenutzt werden, indem Erinnerungsinhalte – etwa durch emotionale Bilder – mit Emotionen verbunden werden. Oft werden Humor, Ekel und Erotik genannt, aber auch andere Emotionen wie z. B. Zorn, Leidenschaft, Furcht und Grusel funktionieren. Dabei können verschiedene Emotionen verschieden gut funktionieren.
5. Transformation
Hiermit ist das „Übersetzen“ der zu lernenden Informationen in leichter „zu verdauende“ Form gemeint. Zum einen ist darunter die Theorie des Chunking zu verstehen, nach der man durch die Form, in der die zu lernende Information betrachtet wird, ihre Eingängigkeit steigert und so die Aufnahmefähigkeit des Kurzzeitgedächtnisses optimieren und so diese Engstelle des Merkens erweitern kann. Am günstigsten sind hier Bilder. Zum anderen ist auch die Umsetzung der Erinnerungsinhalte in eine der Mnemotechnik entsprechenden Form, also die Aufbereitung der Erinnerungsinhalte gemeint. Hierzu stehen verschiedene Mittel wie Assoziationen, Bilder und Geschichten zur Verfügung.
6. Lokalisation
Lokalisation ist eine Möglichkeit, sich Wissen lückenlos und geordnet zu merken. Ganz speziell wird hierbei an die älteste Mnemotechnik, die Loci-Methode gedacht. Diese Methode wird oft als Hauptmethode der Mnemotechnik betrachtet und steht innerhalb der Mnemotechnischen Mentalfaktoren auch als pars pro toto für die anderen strukturierenden Mnemotechniken.
7. Assoziation
Dies bezieht sich auf die Fähigkeit, Verbindungen – Assoziationen genannt – zwischen unterschiedlichen Informationen herzustellen. Durch solche Assoziationen sichert sich das Wissen im Gedächtnis gegenseitig ab. Assoziationen zwischen neuen Lerninhalten erleichtern ihr Erlernen genauso wie Verbindungen zu schon im Langzeitgedächtnis vorhandenen Informationen. Assoziationen können spontan entstehen, sozusagen natürlich sein, oder künstlich hergestellt werden. Sie zu finden oder herzustellen, kann geübt werden und fällt zu Beginn oft schwer. Sie sind ein Mittel, Lerninhalte für Mnemotechniken vorzubereiten und stehen als pars pro toto auch für andere dieser Mittel. Auch bei strukturierenden Mnemotechniken spielen Assoziationen eine Rolle.
Die mnemotechnischen Mentalfaktoren lassen sich mit Hilfe folgenden Merksatzes (Akrostichon) leicht einprägen:
„All Factors Lead To Very Efficient Learning“
(Assoziation, Fantasie, Logik, Transformation, Visualisierung, Emotion, Lokalisation)

#### Weitere Faktoren
Die Mnemotechnischen Mentalfaktoren lassen einige wichtige Grundlagen unbeachtet. Zum Teil werden sie allgemeinen Tipps zugeordnet, die keinen Platz in der Mnemotechnik haben, zum Teil werden sie aufgrund von Missverständnissen falsch auf die Mnemotechnik bezogen. Hier sind zu nennen:
- Wiederholung: Auch die Mnemotechnik bedarf der Wiederholung, um das langfristige Erinnern sicherzustellen. Einige Mnemotechniken zielen geradezu darauf ab, eine Kontrolle zu ermöglichen, ob die Lerninhalte noch vorhanden sind. Es gibt auch Vorschläge, wie eine optimale Wiederholung abgesichert werden kann. Aus der Missachtung dieses Faktors resultiert das Vorurteil, Mnemotechnik wirke nur kurzfristig. Es ist eben nur eine Technik, die das Vergessen mehr als signifikant reduziert und die Wiederholung erleichtert. Dabei wird zumeist auch stupide Wiederholung durch ein durchdachtes System vermieden.
- Aufmerksamkeit: Um Lerninhalte zu erkennen, kann die Aufmerksamkeit, also das bewusste und konzentrierte Wahrnehmen, helfen. Doch kann das, was unsere Aufmerksamkeit in hohem Maße besitzt, auch besser als anderes memoriert werden. Letzteres hebt sie hinsichtlich der Mnemotechnik aus der Menge der allgemeinen Hinweise heraus.

#### Allgemeine Gedächtnisprinzipien
Eine weitere verbreitete Zusammenstellung sind die sogenannten Allgemeinen Gedächtnisprinzipien. Sie sind weniger systematisch und konsistent, sollen aber wegen ihrer Verbreitung nicht unterschlagen werden. Diese Prinzipien sind, was die Wortwahl anbelangt, so benannt, dass sie zusammen das Wort Farbenpracht ergeben:
Fantasie: Dies entspricht dem gleichlautenden Mnemotechnischen Mentalfaktor.
Alle Sinne einsetzen: Dies ist im Mnemotechnischen Mentalfaktor der Visualisierung enthalten.
Reihenfolge und Ordnung: Dies ist im Mnemotechnischen Mentalfaktor Lokalisierung enthalten.
Bewegung: Dies ist im Mnemotechnischen Mentalfaktor der Visualisierung enthalten.
Erotik: Dies ist in dem Mnemotechnischen Mentalfaktor Emotion enthalten.
Nummerierung: Dies ist im Mnemotechnischen Mentalfaktor Lokalisierung enthalten.
Positive Vorstellungen: Dies ist in dem Mnemotechnischen Mentalfaktor Emotion enthalten und soll Verdrängung von Negativem verhindern.
Reichtum an Farben: Dies ist im Mnemotechnischen Mentalfaktor Visualisierung enthalten.
Assoziation: Dies entspricht dem gleichlautenden Mnemotechnischen Mentalfaktor.
Codes: Dies ist in den Mnemotechnischen Mentalfaktoren Lokalisierung und Logik enthalten.
Humor: Dies ist in dem Mnemotechnischen Mentalfaktor Emotion enthalten.
Tiefere Eindrücke: Das bewusste und konzentrierte Wahrnehmen als ein genauer Vorgang fehlt bei den Mnemotechnischen Mentalfaktoren und wird oben unter Aufmerksamkeit bei den Weiteren Faktoren behandelt.

### Mittel der Mnemotechnik
Hier geht es um die Mittel zur Aufbereitung der Erinnerungsinhalte, die Mittel zur Bildung von Eselsbrücken könnte gesagt werden. Ulrich Voigt zählt Gefühle, Zeichen, Schemata, Bilder, Örter, Wörter, Begriffe und Geschichten auf. Es handelt sich hier also keineswegs nur um Bilder, wie mitunter behauptet wird. Im Einzelnen sollen
- Gefühle nicht geeignet sein, Informationen aufzunehmen, wobei Voigt beiseite lässt, dass die Verbindung mit Gefühlen ein wichtiger Faktor ist, um Wissen besser zu behalten. Hierdurch sind sie aber auch Bestandteil der Eselsbrücken.
- Zeichen zu schwierig und komplex sein, als dass es je zu einer Zeichen-Mnemonik gekommen sei. Als Beispiele nennt er aber Buchstaben und Wörter.
- Schemata hingegen nicht nur „allgemein und vertraut“ sein, sondern auch von der Mnemotechnik benutzt werden. Als Beispiel nennt er das Merken von Gesichtern. Als Planskizzen, Karikaturen von Gesichtern oder Kartenskizzen können sie das Wichtige herausstellen und so das Memorieren erleichtern.
- Bilder über den Großteil der Geschichte hinweg die üblichen Eselsbrücken gewesen sein. Auch heute noch sei die Bilder-Technik das bekannteste und einflussreichste der Mittel zur Aufbereitung von Erinnerungsinhalten. Der Auctor ad Herennium merkte sich einen Giftmord wie folgt: Das Opfer liegt krank im Bett, daneben steht der Angeklagte mit dem Gift in der Hand. In der anderen Hand hält er Testament und Geldbeutel, um das Motiv zu verdeutlichen und von einem Finger hängen Widder-Testikel, um die Zeugen zu symbolisieren. Sollten Opfer und Angeklagter unbekannt sein, müssen sie in der Vorstellung durch geeignete Personen ersetzt werden.[41] Genaugenommen sind hier mehrere Bilder verknüpft, doch wird das Beispiel dadurch umso eindringlicher. Es wird oft empfohlen, sich belebte oder bewegte Bilder vorzustellen: Das Giftopfer ringt um Luft, der Angeklagte blickt zufrieden auf Testament und Geldbeutel oder ängstlich auf die Zeugen. Wird konsequent weiter gedacht kommt man zu kleinen Filmen oder Geschichten.
- Orte schon zur ältesten Mnemotechnik gehören, wie auch oben beschrieben. In der Antike wurden sie regelmäßig mit Bildern verknüpft. Es handelt sich um topologisch verortete 'Plätze', 'Fächer' oder 'Haken', die mit anderen der hier aufgezählten Mittel verbunden werden können. Es ist möglich, viele Orte miteinander zu verbinden. Das klassische Beispiel ist die Loci-Methode.
- Worte zusammen mit Gedanken im 19. Jahrhundert als Ersatz für Bilder und Örter eingeführt worden sein, wie auch oben beschrieben, wobei die Wörter durch Gedanken verbunden werden sollten. Auch mit neu definierten und ganz neu gebildeten Wörtern wurde schon Mnemotechnik betrieben. Die Ersetzung von Zahlen durch Wörter aufgrund eines Zifferncodes wie dem Major-System ist ein Beispiel für die Anwendung von Wörtern.
- Begriffe stets der magischen Mnemotechnik zuzuordnen sein, bei der mit den Eselsbrücken außer dem leichteren Erinnern auch die Inhalte erfasst und beherrscht werden sollen. Dabei wird dem Begriff selbst Macht, also Wirksamkeit zugesprochen und durch seine Verwendung und sein ins Gedächtnis Rufen wurden Erkenntnisse erwartet. In diesem Zusammenhang sind Raymundus Lullus und Giordano Bruno zu nennen. Bei einem eher mystischen Verständnis sollte ein bestimmtes Weltbild verinnerlicht und besser verstanden werden.
- Geschichten Vorbilder in der indischen Mnemotechnik des Mittelalters und seit der Antike einzelne Vorgänger in Europa haben. Aus der Verbindung von Wörtern durch Gedanken entstanden im Rahmen von Assoziationsketten Geschichten. Ulrich Voigt nennt die Kettenmethode, wenn der Zusammenhang aus Geschichten besteht, Fadenmethode: „Das Telefon hüpft ins Bett, wo es von einem Tiger verschlungen wird.“[42] Geschichten können aber wie Bilder auch als ganz eigenes Mittel genutzt werden, um Informationen zu repräsentieren.

Es fällt auf, dass Assoziationen nicht erwähnt werden. Dies liegt daran, dass ihnen im System Voigts eine besondere Rolle auf verschiedenen Ebenen zukommt, und hier auf ihre Beschreibung bei den Mnemotechnischen Mentalfaktoren verwiesen werden kann. Die aufgezählten Mittel zur mnemotechnischen Repräsentation der Erinnerungsinhalte stehen nicht in Konkurrenz zueinander und können auch gemeinsam benutzt werden.

### Grenzen der Mnemotechnik
Entgegen den Versprechen mancher Gedächtnistrainer ist die Mnemotechnik kein Wunderwerk, mit dem sich nach kurzer Aufklärung über die Technik alles schnell merken lässt. Die meisten Techniken sind zwar einfach, doch braucht es ein wenig Übung, sie sicher anzuwenden. Dabei können allerdings schnell Fortschritte gemacht werden. Auch wirkt sich die individuelle Prägung und Erfahrung auf die Weise aus, wie die Techniken optimal angewendet werden. Nur durch die Anwendung können diese individuellen Besonderheiten in Erfahrung gebracht werden. Weiterhin muss auch, wenn mit Mnemotechniken gelernt wird, das Gelernte wiederholt werden. Manche Mnemotechniken wie einige Merksprüche machen sogar in erster Linie das vorhandene und fehlende Wissen überprüfbar. Dadurch wird weniger vergessen als bei anderen Lernmethoden. Der Stoff sitzt also schneller, und bei weniger Aufwand merkt man sich mehr.
Bei manchen Zwecken wie Einkaufslisten und Gedächtnissport sind die Erinnerungsinhalte nach kurzer Zeit obsolet. Sollen die Inhalte allerdings langfristig im Gedächtnis bleiben, muss in der Regel sorgfältiger vorgegangen werden. Die Bilder sollten z. B. nicht so abstrus sein, dass sie auf Dauer schwer zu merken sind. Die Abstrusitäten sollten sich vielmehr so einfügen, dass sie vom Lernenden gut vorstellbar sind.
Für z. B. Einkaufszettel und Zahlen gibt es anerkannte und schnell anzuwendende Methoden. Bei großen Mengen ist aber oft Vorbereitung vonnöten. Und mitunter ist es nötig, sich selbst einen Weg zu überlegen, wie das Thema für eine Mnemotechnik greifbar gemacht wird.

## Aufbereitung der Erinnerungsinhalte
Ein großer Teil der Mnemotechnik besteht darin, die Erinnerungsinhalte mit den entsprechenden Mitteln der Mnemotechnik auszudrücken. Hierzu haben sich für eine Reihe von Inhalten übliche Techniken entwickelt, während bei anderen Gebieten zu diesem Zweck noch selbst Arbeit geleistet werden muss. Angesichts der Vielzahl möglicher Erinnerungsinhalte sind im Folgenden nur Beispiele aufgelistet.

### Personen, ihre Namen und Gesichter
Gerade wenn viele Namen zu merken sind, fällt dies auch jenen schwer, denen es sonst kaum Gedächtnisprobleme bereitet. Hier kann der „Trick des Diplomaten“ helfen. Statt sich alle Namen auf einmal zu merken, gesellt man sich zu einer kleinen Gruppe, bis man sich die Namen in dieser Gruppe gemerkt hat, und nimmt sich dann die nächste Gruppe vor, gehorcht also dem Grundsatz, sich nicht zu viel merken zu wollen. Hierbei kann man die Namen verbildern und mit den Merkmalen der Gesichter verbinden.

### Sprachen- und Vokabellernen
Ein bekanntes Wort, das ähnlich klingt wie die zu lernende Vokabel, ist das Schlüsselwort. Aus dem Schlüsselwort und der Bedeutung der Vokabel wird im Geist ein Bild erstellt. Dies wird Schlüsselwortmethode genannt. Hier sind auch von Sprachwissenschaft und Pädagogik empfohlene Methoden zu nennen. Während ein Grundwortschatz eher die Effektivität der Auswahl der Lerninhalte betrifft, erleichtern Wortbildungslehre und Wortfamilien, die Betrachtung der Geschichte eines Wortes, der Vergleich sinnverwandter Wörter oder die Kenntnis und die Bezugsbildung zu entsprechenden Fremd- oder Lehnwörter und ähnlicher Wörter anderer Sprachen das Lernen. Einst wollte man ähnlich der Sprachgeschichte auch den 'Volkscharakter' als Eselsbrücke für bestimmte Wortgruppen nutzen. Wer Loci-Methode oder Gedächtnispalast nutzt, der findet hier auch Ordnungsmöglichkeiten.

### Zahlen merken
Das Merken von Zahlen ist objektiv besonders schwierig, auch wenn es verschiedenen Personen subjektiv unterschiedlich schwerfällt. Systeme, die dies erleichtern, sind das Zahl-Symbol-System, das Zahl-Reim-System sowie das umfassendere Major-System, bei dem den Ziffern Konsonanten zugeordnet werden. Ihnen gemein ist, dass sie auch zur Strukturierung und Ordnung von Merkinhalten dienen können.

### Disziplinen des Gedächtnis- und Pi-Sports
Für den Gedächtnissport haben sich oft spezielle Techniken und Eigenheiten entwickelt, deren Anwendung für andere Zwecke mitunter problematisch sein kann. Hier sind das PVO-System zum Merken von Zahlen und das Dominic-System zum Merken der Reihenfolge von Spielkarten zu nennen. Ähnlich ist es beim Pi-Sport, wo es um das Memorieren der Zahl π geht.

## Strukturierende Mnemotechniken

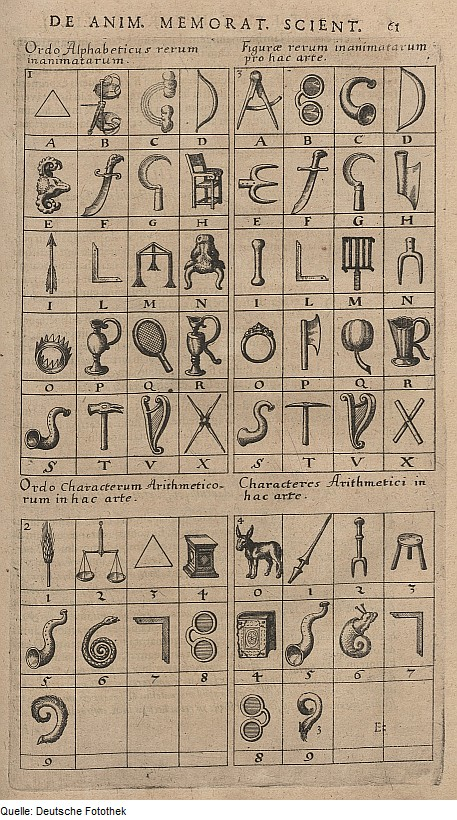
Mnemonisches Alphabet des Robert Fludd 1619

### Merksprüche
Mit dem folgenden Satz kann man sich die Planetenreihenfolge, von der Sonne aus, einprägen: „Mein Vater erklärt mir jeden Sonntag unseren Nachthimmel.“ Dabei steht jeder der Anfangsbuchstaben für einen Planeten mit dem gleichen Anfangsbuchstaben. Das M in Mein für Merkur (sonnennächster Planet), das V in Vater für Venus (zweitnächster Planet von der Sonne aus), und so weiter für Erde, Mars, Jupiter, Saturn, Uranus und Neptun. Die Merkhilfe setzt voraus, dass man die Planetennamen kennt. Erleichtert wird das Lernen, genau wie bei den komplexen Systemen, wenn man sich den Inhalt der fiktiven Szene, die der Satz beschreibt, möglichst anschaulich, lebendig und farbig vorstellt. Es wäre von Vorteil, wenn man sich den Vater vorstellt, wie er die Planeten mittels einer Zeichnung in einem großen Buch oder einer Wandtafel erklärt. Natürlich mit dem eigenen Vater, in der Atmosphäre und der Umgebung, die in der eigenen Erinnerung sonntags für die eigene Familie typisch ist oder war. Das innere Wiederholen des Satzes sollte betont auf jedes einzelne Wort erfolgen.
Dieses Beispiel für eine einfache Mnemotechnik enthält bereits die beiden Grundelemente auch der kompliziertesten mnemotechnischen Universalsysteme, nämlich Ordnung/feste Reihenfolge auf der einen und anschauliche Bilder sowohl für das Ordnungssystem als auch für das gemerkte Wissen auf der anderen Seite.
Ein weiteres Beispiel ist: „Klio/me/ter/thal/Eu/er/ur/po/kal“ für die 9 Musen des klassischen Altertums: Klio, Melpomene, Terpsichore, Thalia, Euterpe, Erato, Urania, Polyhymnia und Kalliope.
Ein bekanntes Beispiel für das Erlernen des Quintenzirkels ist der Satz: „Geh Du Alter Esel, Hole Fische“. Hilfe leistet durch mnemotechnischen Ansatz ein visueller Vergleich mit kindgerechten Abbildungen. Wichtig ist dabei auch die Wahl von Bildern mit phonetisch treffender Aussprache, also zum Beispiel „Elefant“ und nicht „Eimer“. „Elefant“ hat den weiteren Vorteil, dass es nicht missverständlich ist, im Gegensatz zu „Esel“, der fälschlich auf „Es“ deutet. 

### Kettenmethode, Assoziationsketten
Bei typischen Methoden der Mnemotechnik werden die zu lernenden Begriffe wie die Glieder einer Kette so aneinander gehängt, dass die richtige Reihenfolge erhalten bleibt. Man denkt sich einfach eine Geschichte aus, in der die Begriffe vorkommen. Die Gefahr besteht darin, dass, wenn ein Kettenglied verloren geht, die gesamte Assoziationskette sozusagen „reißt“. Es gibt aber auch spezifische Methoden, bei denen diese Gefahr minimiert werden kann.
Diese Methoden lassen sich auf Wissensgebiete anwenden, bei denen es auf Stichworte und deren Vollständigkeit und richtige Reihenfolge ankommt. Die verbreitetsten davon sind Zahlen-Symbol-Systeme; das Buchstaben-System sowie die Loci-Methode, die das älteste System ist.

### Alphabet-Methode
Bei der Alphabet-Methode bilden die Buchstaben des Alphabetes mit je einem damit fest verknüpften Bild das Erinnerungsgrundgerüst, wobei auch hier die zu merkenden Wörter in Bilder umgewandelt und mit je einem Bild verbunden werden, das fest für einen Buchstaben steht.
Die Bilder für jeden Buchstaben werden aber nicht wie bei der einfachen Zahlen-Methode aus der Form (für 1 steht eine Kerze, ein Füller oder ein Lineal) gebildet, sondern aus einem Wort mit dem gleichen Anfangsbuchstaben. Beim Aufbau des Systems kann sich der Nutzer z. B. dafür entscheiden, sich für Z das Wort und Bild Zitrone zu merken. Ist das Wort „Relativitätstheorie“ in der Liste der Wörter, die man sich gerade merken will und steht es neben „Z“, dann könnte man sich Einstein vorstellen mit einer Tafel, auf der Formeln stehen, während er in eine halbe Zitrone beißt und das Gesicht verzieht. Gerade dieses Bild, in das man noch Geruch und Geschmack einbezieht, ist ein gutes Beispiel für ein Bild, das kaum vergessen wird, weil das Gehirn lebendige Bilder gut speichert. In Kombination mit einem Ordnungsmerkmal, hier der Buchstabe Z, der die Erinnerung aufrufbar macht, ist es leicht möglich, eine Liste von Wörtern auswendig zu lernen und in Reihenfolge wiederzugeben oder bei Nennung eines Buchstabens das jeweilig dazu gemerkte Wort wiederzugeben.

### Loci-Methode
Eine bekannte und verbreitete mnemotechnische Assoziationstechnik ist die Loci-Methode (von lateinisch locus für Ort/Platz). Es war die Hauptmethode in der Antike und im Mittelalter. Um diese Technik zu beherrschen, braucht es nur sehr wenig Aufwand. Wenn man sich auf herkömmliche Weise eine Abfolge von Dingen zu merken versucht, gerät oft vieles im Gehirn durcheinander. Mithilfe der Loci-Technik werden die Lerninhalte geordnet „encodiert“.
In der Loci-Technik wird für jeden Begriff ein eigener Platz reserviert, quasi Variablen geschaffen, die mit verschiedenen Inhalten belegt werden können. Diese Variablen liegen in einer übergeordneten, fixen Struktur, sodass es möglich wird, bei der Wiedergabe die genaue Reihenfolge einzuhalten. Die fixe Struktur, von der vorher die Rede war, kann ein wohlbekannter Weg sein, aber auch ein Raum. Es muss im zweiten Falle nicht unbedingt ein realer Raum sein. Man kann sich selbst seinen eigenen Raum schaffen, dies muss jedoch in größtmöglicher Detailgenauigkeit geschehen. Bei beiden Varianten ist es notwendig, ganz eindeutige Plätze auszuwählen, wo später die zu merkenden Dinge abgelegt werden können. Anschließend kann man auf die geistig vorbereiteten Plätze das zu Merkende in Form lebendiger Bilder ablegen; besonders günstig ist es, wenn man mehrere Dinge zuerst zu einem Assoziationsbild verknüpft und dann erst gedanklich ablegt. So wird „Platz gespart“ und man erinnert sich obendrein noch leichter. Man kann den Weg oder das Zimmer immer wieder benutzen, quasi neu „beschreiben“.

#### Einprägung per Spaziergang
1. Man schreibt den Lernstoff auf Merkzettel.
2. Man begibt sich mental auf einen Spaziergang (eine bestimmte Tour) und hält dann an bestimmten Orten an (beispielsweise auf einer Bank, an einer Bushaltestelle, bei einem Brunnen, bei einem Restaurant, bei einem markanten Baum) und merkt sich den Stoff eines bestimmten Merkzettels.
3. Auf dem Merkzettel wird notiert, an welchem Ort der Inhalt gelernt wurde.
4. Man wiederholt den Spaziergang (mit immer denselben Stationen) so lange und vertieft dadurch die Information der Merkzettel, bis man das Thema beherrscht.
5. In einer Prüfungssituation reicht es dann, sich gedanklich auf den Spaziergang zu begeben, und man erinnert sich verhältnismäßig mühelos an das Gelernte.

#### Bekanntes Beispiel
Die Gliederung einer typischen frei gesprochenen Rede kann man sich mit der Frontansicht eines griechischen Tempels merken. Die Einleitung der Rede wird mit den Treppenstufen assoziiert, die rechte, sonnenbeschienene Säule mit den Pro-Argumenten und die linke, schattige Säule mit den Kontra-Argumenten. Die mittlere, halbschattige Säule führt Gemeinsamkeiten beziehungsweise unvereinbare Gegensätze zusammen. Das spitz zulaufende Dach des Tempels wird mit dem Endergebnis (beispielsweise ein Kompromiss oder eine Synthese) assoziiert.

### Gedächtnispalast
Ein Gedächtnispalast ist ein fiktives, im Kopf existierendes Gebilde, das dazu dient, Wissen langfristig abzuspeichern bzw. durch seine örtliche Struktur Logik in ein im Kopf bereits vorhandenes Wissen zu bringen. Er baut im Wesentlichen auf dem Prinzip der Loci-Methode auf, jedoch gibt es bei seinem „Bau“ einige grundlegende Unterschiede.

## Mnemotechnische Bearbeitungen größerer Wissensbereiche
Hierzu ist oft mehr nötig als die Kombination mehrerer Mnemotechniken und eine Lösung ergibt sich erst durch die Analyse des jeweiligen Anwendungsgebiets. Insofern es für jeden Wissensbereich unterschiedlich ist, kann dazu hier nichts gesagt werden. Es gibt aber eine Anzahl Veröffentlichungen, die aufzeigen, wie man bestimmte Wissensbereiche mnemonisch bewältigen kann. Dazu gehören:
- Johann Buno: Neue Lateinische Grammatica. In Fabeln und Bildern. Den eüßerlichen Sinnen vorgestellet / und also eingerichtet / daß durch solches Mittel dieselbe benebens etlich tausend darinnen enthaltenen Vocabulis in kurtzer Zeit mit der Schüler Lust und Ergetzung kann erlernet werden &c. Danzig 1651.
- Friedrich Robert Gilbert: Das ABC der Chinaschrift, Berlin 1926.
- Hermann Kothe: Mnemonik der Bibel, Kassel 1853.
- C.W. Nauck: Mnemonikon. Mnemotechnische Zeittafeln der Weltgeschichte. Zunächst für Gymnasien und höhere Lehranstalten, Cottbus 1845.
- Hugo Weber-Rumpe: Französische Genusregeln zur Erlernung in wenigen Stunden mnemonisch bearbeitet, Breslau 1891.
- Ulrich Voigt: Das Jahr im Kopf. Kalender und Mnemotechnik, Hamburg 2003.